# پودوراه
پودوراه (به بلغاری: Podvrah) یک منطقهٔ مسکونی در بلغارستان است که در شهرستان ژبل واقع شده‌است.